# Margarida Sans i Jordi

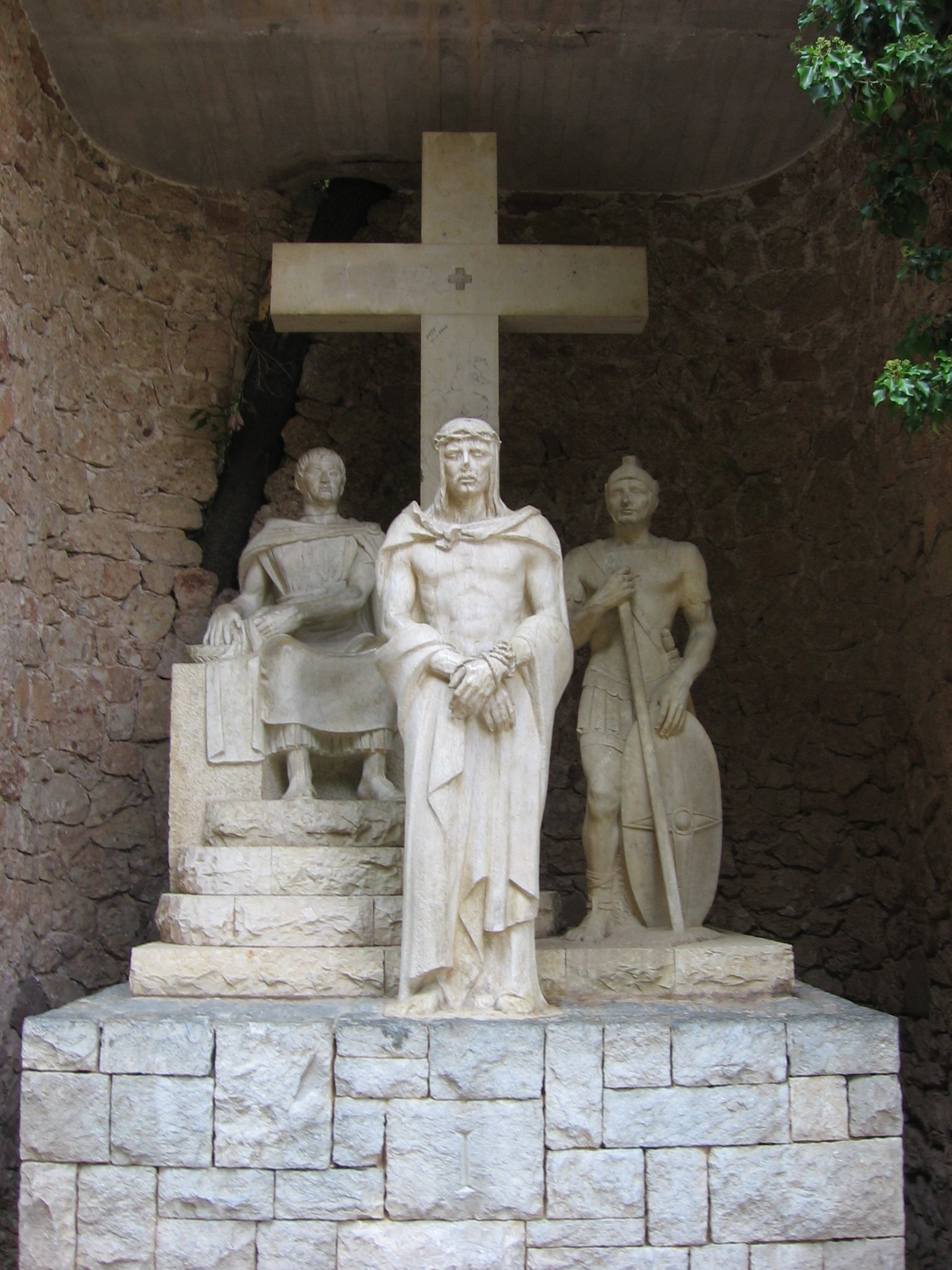
Jesús és condemnat a mort, estació del viacrucis de Montserrat, obra de Margarida Sans

Margarida Sans i Jordi (Barcelona, 1911 - Barcelona, 25 de juny de 2006) fou una escultora catalana activa entre les dècades de 1930 i 1960. Les seves escultures van obtenir diversos guardons en certàmens de l'estat espanyol i va rebre la distinció de Chevalier de l'Orde de les Arts i les Lletres de França.

## Biografia
Margarida Sans i Jordi va néixer en una família benestant, on la cultura tenia un paper destacat. Era la segona de les tres filles que van tenir Joan Sans Ferrer, terratinent sitgetà, i Elisa Jordi Milanés, d'origen cubà. La família vivia entre Barcelona i la masia de Sitges, dedicada principalment al cultiu de la vinya.
En la seva adolescència ja modelava el fang i tallava petites figures de fusta i motius decoratius en caixes. Primer ho feia amb eines domèstiques, fins que un cosí seu va regalar-li unes gúbies. Després va aprendre a usar eines específiques per esculpir amb l'escultor Àngel Ferrant. Més endavant va estudiar amb Josep Llimona i va ser la seva alumna preferida i la seva successora, segons el mateix artista, que va dir: «Ella diu que és deixebla meva, però jo crec que és deixebla d'ella, perquè com la veuran per les seves obres, són exactament d'ella mateixa […] com que és molt modesta, creu que tot allò de bo que pot tenir es deu a la meva ensenyança…»
Amb vint-i-un anys va realitzar la seva primera exposició individual a Barcelona l'any 1932, a les Galeries Laietanes, on va exposar de nou al 1934. En dues ocasions participà en l'Exposició de Primavera, Saló Barcelona, que organitzava la Junta Municipal d'Exposicions d'Art de Barcelona. L'any 1933 hi va presentar un tors de guix i el 1934 una peça feta en marbre, anomenada Retrat de nena.
Després de la mort de Josep Llimona, esdevinguda l'any 1934, i gràcies a una beca d'estudis, va viatjar durant cinc anys per Europa (Londres, Brussel·les, Itàlia, França, Grècia) i Àsia Menor, fet que li va permetre conèixer l'obra d'altres escultors i altres cultures. El 1935 va exposar al Salón Vilches de Madrid algunes escultures de materials diversos (marbre, fusta, bronze, alabastre) que va rebre crítiques molt elogioses en mitjans destacats de l'època, com ara la Revista de Estudios Hispánicos, Época, Ahora o La Nación. El diari Ahora va dedicar-li una pàgina completa.
Els anys 1935 i 1936, va ser pensionada per la «Casa Velázquez». El 1936 obtingué a Madrid una beca Conde de Cartagena, i es traslladà a París, on rebé classes de l'escultor Charles Despiau i, més endavant, de Marià Benlliure.
Va col·laborar amb Josep Maria Sert en el Pavelló Pontifical de l'Exposició Internacional de París de 1937 i va participar en diverses exposicions col·lectives al museu Jeu de Paume i a l'Académie des Beaux Arts.
Acabada la Guerra Civil, consta entre els participants a l'Exposició Nacional de Belles Arts de Madrid de 1941, on va presentar una escultura en marbre titulada Reposo i una escultura de grup en bronze, i en la de Barcelona de 1942, en la qual es van poder veure un nu i l'obra titulada Primavera. Així mateix, el 1943 va prendre part en la de Madrid amb un tors i un cap de noia de guix i el 1948 ho va fer amb l'obra titulada Madona.
Participà en moltes exposicions col·lectives a Barcelona, Oviedo, Madrid i París. El seu prestigi va arribar a ser tan alt que va guanyar el Premi Nacional d'Escultura Conde de Cartagena concedit per la Real Academia de Bellas Artes de San Fernando. També va rebre altres distincions, entre les quals destaca la tercera medalla a l'Exposició Nacional de Barcelona el 1944, així com la condecoració de l'estat francès com Chevalier de les Ordres de les Arts et les Lettres.
Consta entre els participants de l'Exposició Nacional de Belles Arts que es va fer a Barcelona l'any 1960, en la qual va presentar un nu.
A Sitges se li va ver una exposició-homenatge, a la seu del Grup d'Estudis Sitgetans, poc abans del seu traspàs.

## Obra
Va fer molts busts, nus femenins i figures de temàtica religiosa que sovint li arribaven per encàrrec. Així, l'any 1942 va realitzar les figures de l'Abad Oliva i de Sant Benet, destinades a presidir la Sala Capitular del Monestir de Montserrat, i anys més tard, el 1954, i també per al Monestir, el conjunt monumental del Via Crucis. Igualment, va esculpir dues talles per a l'asil de Convalescents de Madrid i un grup escultòric per a un cementiri de Madrid. L'any 1956 va esculpir el misteri Jesús en el camí de l'amargura, que participa en la processó del Divendres Sant de Sitges.
Els treballs de Sans mostren una clara influència llimoniana. Es podria dir que les seves escultures són el resultat d'una síntesi o esquematització de l'estil del seu mestre.
Es conserven obres de Margarida Sans al Museu Nacional d'Art de Catalunya i al Museu Europeu d'Art Modern de Barcelona, així com en col·leccions de Nova York i París.